# Casa capetiana de Anjou
A Casa capetiana de Anjou, também conhecida como a Casa de Anjou-Sicília e Casa de Anjou-Nápoles, foi uma casa real e ramo cadete direto da Dinastia capetiana. Fundada por Carlos I da Sicília, filho de Luís VIII da França, foi o primeiro rei Capeto que governou o Reino da Sicília, durante o século XIII. Mais tarde, a Guerra das Vésperas sicilianas o forçou a sair da ilha da Sicília, deixando-o com apenas a metade sul da península italiana — o Reino de Nápoles. A casa e seus vários ramos viriam a influenciar grande parte da história do Sul da Itália e Europa Central durante a Idade Média, até tornar-se extinta em 1435. Em seu tempo, a Casa decidiu o destino de Nápoles e Sicília, além de Hungria, Croácia e Polônia.

## Ascensão de Carlos I e seus descendentes
Um filho mais novo do Rei Luís VIII de França, o Leão, Carlos, recebeu pela primeira vez um título de nobreza por seu irmão, Luís IX de França, que subiu ao trono francês em 1226. Carlos foi nomeado conde de Anjou e Maine; o feudo do Condado de Anjou era um estado vassalo oeste do Reino da França, que os capetianos arrancaram dos Plantagenetas apenas algumas décadas antes. Carlos casou com a herdeira do Condado de Provença chamada Beatriz de Provença, pertencente à Casa de Barcelona.
Após lutar na Sétima Cruzada, Carlos recebeu uma oferta do Papa Clemente IV, para que governasse o Reino da Sicília — que na época incluía não só a ilha da Sicília, mas também a metade sul da península italiana. A razão para que Carlos recebesse o governo do reino foi devido a um conflito entre o papado e o Sacro Império Romano, sendo que o último era representado pela Dinastia Hohenstaufen.
Foi na Batalha de Benevento que os capetianos do partido guelfo ganharam o Reino da Sicília, cimentado e reestruturado após a vitória em Tagliacozzo. De acordo com o cenário político da época, Carlos é descrito pelos estudiosos como astuto, enérgico e muito ambicioso; alguns afirmam que ele sonhava com um grande império. Ele assinou o Tratado de Viterbo em 1267 com Balduíno II de Courtenay e Guilherme II de Villehardouin, firmando uma aliança política que deu muito de os direitos sobre o Império Latino e Carlos, que firmou uma aliança de casamento para sua filha Beatriz da Sicília. Os bizantinos haviam levado de volta a cidade de Constantinopla em 1261, e este foi um plano para levá-la de volta de Miguel VIII Paleólogo.
Ele também reconheceu a posse de Charles de Corfu e cidades na região dos Balcãs, como Durazzo, bem como dando-lhe suserania sobre o Principado da Acaia e da soberania das ilhas do Mar Egeu além dos já detidos pela República de Veneza. Por um tempo, Carlos estava preocupado ajudar seu irmão no sucesso Oitava Cruzada em Túnis. Depois disso, ele estava mais uma vez focado em Constantinopla, mas sua frota foi destruída em uma estranha tempestade na costa de Trapani. Com a elevação do Papa Gregório X, houve uma trégua entre Carlos e Miguel na forma do Conselho de Lyon, como cristãos, focados em melhorar as relações ecumênicas, com esperanças de recuperar o Reino de Jerusalém volta dos muçulmanos.
Charles tinha totalmente solidificado seu domínio sobre Durazzo por volta de 1272, criando um pequeno Reino da Albânia para si mesmo, fora do anteriormente Despotado de Epiros território; ele foi bem recebido pelos chefes locais.
Carlos foi expulso da Sicília em 1282, mas seus sucessores governaram Nápoles até 1435.